# Czarny Grzbiet (Karkonosze)

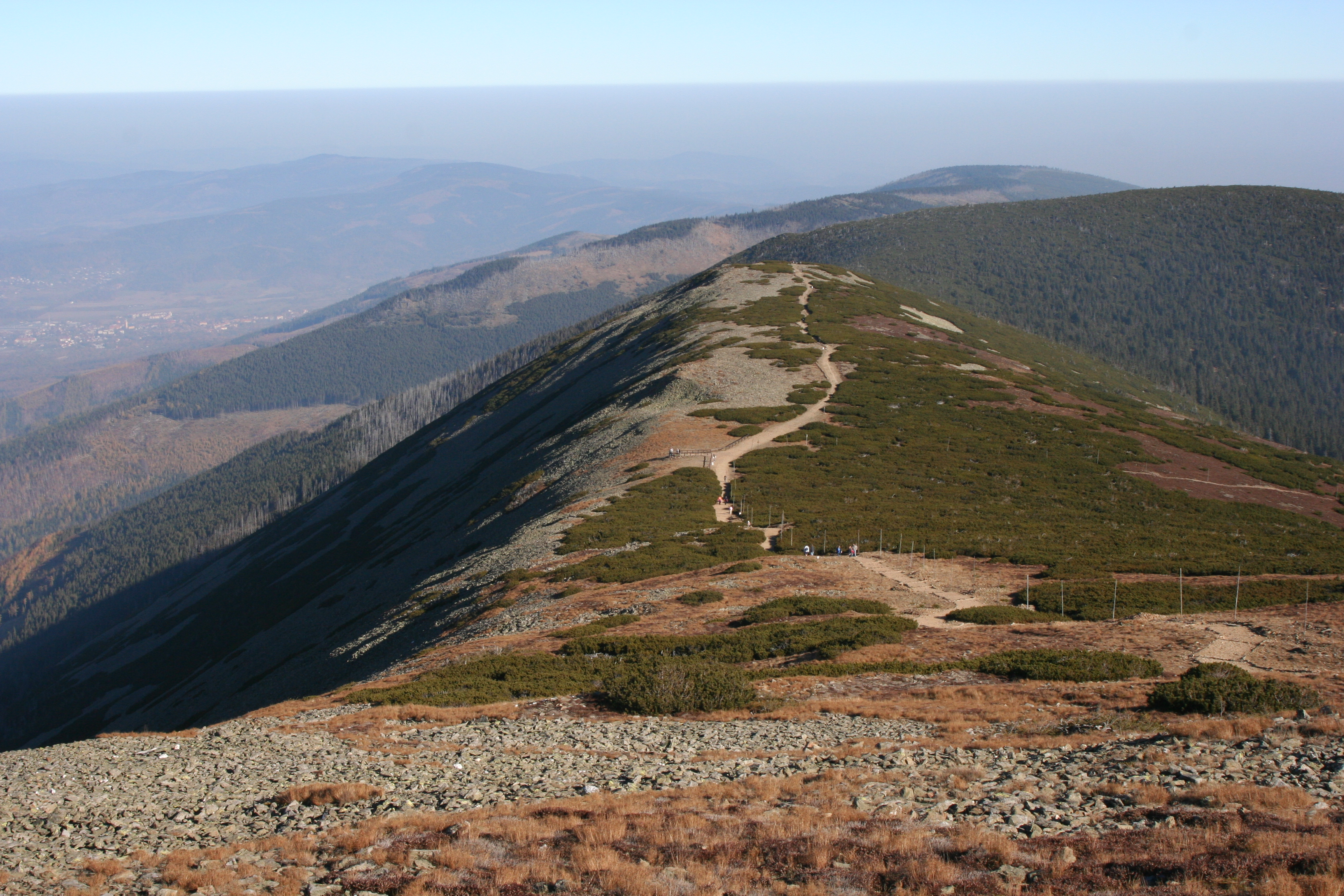
Czarny Grzbiet – wierzchowina

Czarny Grzbiet (czes. Obří hřeben, niem. Riesenkamm, 1400–1480 m n.p.m.) – grzbiet górski w Sudetach Zachodnich, w paśmie Karkonoszy.

## Położenie
Grzbiet położony jest w północno-wschodniej części Karkonoszy, około 4 km na południe od Karpacza. Rozciąga się między Przełęczą pod Śnieżką (1394 m n.p.m.) na zachodzie a Przełęczą Sowią (1164 m n.p.m.) po wschodniej stronie. Szczytową partią grzbietu przechodzi granica między Polską a Czechami. Szczytowe partie po polskiej stronie oraz cała część czeska znajdują się na obszarze Karkonoskiego Parku Narodowego oraz czeskiego Karkonoskiego Parku Narodowego (czes. Krkonošský národní park, KRNAP).

## Opis
Czarny Grzbiet jest przedłużeniem Śląskiego Grzbietu i stanowi jedną z części Głównego Grzbietu Karkonoszy. Ciągnie się na długości ok. 3 km od Przełęczy pod Śnieżką po Sowią Przełęcz. Najwyższym wzniesieniem Czarnego Grzbietu, Karkonoszy i całych Sudetów jest Śnieżka, drugim Czarna Kopa (1407 m n.p.m., czes. Svorová hora). Od stożka Śnieżki ciągnie się ku wschodowi (ENE) wyrównany grzbiet z niewielką kulminacją Czarnej Kopy, od której stromo schodzi poprzez Średnią Kopę w kierunku Przełęczy Sowiej. Północne zbocze stromo opada do doliny Łomniczki oraz Sowiej Doliny. Pomiędzy nimi sterczy krótki grzbiet boczny, odchodzący od Czarnej Kopy i usiany skałkami. Ku południowi, od Czarnego grzbietu wybiegają dwa boczne ramiona. Jedno, dłuższe, odchodzi od Śnieżki. Wyróżniają się w nim: Růžová hora, Pěnkavčí vrch i Červený vrch. Drugie, krótsze, odchodzi od Czarnej Kopy. Jego kulminację stanowi Jelení hora. Oba ramiona rozdziela głęboko wcięta dolina Jelení potoku – Jelení důl.

## Budowa geologiczna
Czarny Grzbiet zbudowany jest prawie w całości ze skał metamorficznych należących do wschodniej osłony granitu karkonoskiego, głównie z gnejsów i łupków łyszczykowych z wkładkami amfibolitów, łupków kwarcowych i in. Jego kulminacja, Śnieżka zbudowana jest z niezwykle odpornych na wietrzenie hornfelsów, a Czarna Kopa zbudowana jest z łupków łyszczykowych. Z granitu karkonoskiego utworzone są fragmentu północno-zachodnich zboczy Śnieżki.

## Rzeźba
Największy wpływ na rzeźbę grzbietu ma jego budowa geologiczna. Odporności na czynniki wietrzenia hornfelsów zawdzięcza swą wysokość Śnieżka. Reszta grzbietu, zbudowana z mniej odpornych skał, jest niższa.
W plejstocenie miało miejsce przemodelowanie grzbietu w warunkach klimatu peryglacjalnego. Rozwinęły się tutaj grunty strukturalne właściwe obszarom polarnym oraz obszerne gołoborza – formy powstałe w wyniku działania procesów peryglacjalnych. Prawdopodobnie w czasie zlodowacenia bałtyckiego nastąpiło przegłębienie górnej partii istniejącej wcześniej doliny Łomniczki przez lokalny lodowiec górski i powstanie Kotła Łomniczki, podcinającego od północnego zachodu zbocza Śnieżki.
Wierzchołki oraz strome zbocza pokrywają rozległe gołoborza, zwłaszcza na północnym zboczu bardzo stromo opadającym ku leżącej 400–500 m niżej dolinie Łomniczki.

## Roślinność
Wierzchołek Śnieżki leży w piętrze alpejskim. Występują tu płaty muraw, gołoborza, miejscami lita skała. Na zboczach na wysokości 1250–1300 m n.p.m. oraz na Czarnej Kopie rosną rozległe płaty kosodrzewiny ze skarłowaciałymi świerkami i jarzębiną. Jeszcze niżej zbocza porośnięte są górnoreglowymi lasami świerkowymi.

## Gospodarka
W przeszłości na zboczach Czarnego Grzbietu w XIX wieku funkcjonowały liczne kopalnie. Wydobywano w nich rudy miedzi, ołowiu oraz złota. Przypominają o tym hałdy i sztolnie.

## Turystyka
Na szczycie Śnieżki stoi Obserwatorium Wysokogórskie na Śnieżce z restauracją, kaplica św. Wawrzyńca i kiosk czeskiej poczty, a niżej górna stacja wyciągu krzesełkowego z miejscowości Pec pod Sněžkou.
Szczytem grzbietu wzdłuż granicy prowadzą szlaki turystyczne:
- – czerwony fragment Głównego Szlaku Sudeckiego prowadzący z Przełęczy pod Śnieżką do Pomezní Boudy i dalej. Przy szlaku czerwonym na wschodnim zboczu Czarnej Kopy położone jest czeskie górskie schronisko turystyczne "Jelenka".
- – niebieski, prowadzący z Przełęczy pod Śnieżką Drogą Jubileuszową na Przełęcz Okraj i dalej.

Grzbiet na całym odcinku stanowi widokową trasę.
- - zielony, po południowym zboczu, prowadzący trawersem z "Jelenki" pod Śnieżkę

Grzbiet w zimie, przy złych warunkach atmosferycznych bywa niebezpieczny. Zdarzyły się śmiertelne wypadki zaginięcia w zimie 1909 roku nauczyciela z Sobieszowa i uczniów z Jeleniej Góry. Wydarzenie to upamiętniają pomniki.